# Nevski prospekt
Névski prospékt tudi avenija Aleksandra Nevskega (rusko Не́вский проспе́кт) je glavna prometna cesta, oziroma ulica v Sankt Peterburgu. Zgraditi jo je dal Peter Veliki kot začetno cesto v smeri Moskve. Ulica se razteza v dolžini 4,5 km in povezuje Admiraliteto v kateri je bilo ves čas (poveljstvo sovjetske oz. ruske vojne mornarice), Zimski dvorec, Kazansko stolnico, Moskovsko železniško postajo in se konča pri samostanu svetega Aleksandra Nevskega, po katerem je ulica tudi dobila ime. Široka je 25 do 60 m. Cesta prečka reko Mojko z Zelenim mostom, prekop Gribojedova s Kazanskim mostom, ter reko Fontanko z Aničkova mostom.
Glavne znamenitosti v ulici so Rastrellijeva palača Stroganov, velika neoklasicistična Kazanska stolnica, Trgovski dvor, spomenik Katarine Velike, Ruska narodna knjižnica in most Aničkova s svojimi kipi konjev.
Vročično življenje ulice je opisal Gogolj v svoji kratki zgodbi Nevski prospekt. Med zgodnjimi dnevi Sovjetske zveze je bila ulica znana kot Avenija 25. oktobra.